# ورم الخلايا الصغيرة المستديرة الصلد

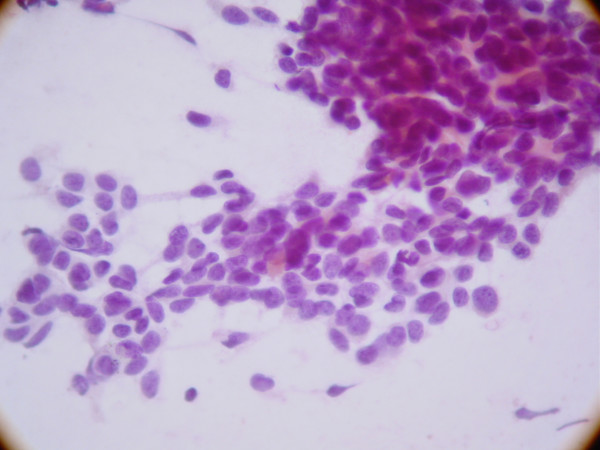
صورة مجهرية لخلايا زرقاء مستديرة صغيرة مميزة لورم الخلايا الصغيرة المستديرة الصلد

ورم الخلايا الصغيرة المستديرة الصلد، هو سرطان عدواني ونادر يظهر ككتل في البطن. تشمل الأعضاء الأخرى: العقد اللمفاوية وبطانة البطن والحجاب الحاجز والطحال والكبد وجدار الصدر والجمجمة والحبل الشوكي والأمعاء الغليظة والأمعاء الدقيقة والمثانة والدماغ والرئتين والخصيتين والمبيضين والحوض. تشمل مواقع النقائل: الكبد والرئتين والغدد اللمفاوية والدماغ والجمجمة والعظام. يتميز الورم بالبروتين الاندماجي EWS-WT1.
يصنف الورم ضمن ساركوما أنسجة رخوة وأورام الخلية الزرقاء الصغيرة المستديرة. تكون هذه الأورام أشيع عند الأطفال الذكور، ونادرًا ما تشاهد عند الإناث، ولكن عند حدوثها، قد يخلط الطبيب بينها وبين سرطان المبيض. 

## العلامات والأعراض
يوجد عدد قليل من علامات الإنذار المبكر على أن المريض يعاني من ورم خلايا صغيرة مستديرة صلد. يكون المرضى غالبًا صغارًا وأصحاء حيث تنمو الأورام وتنتشر دون عوائق داخل تجويف البطن. تعتبر هذه الأورام نادرة وغالبًا ما تُشخَّص الأعراض بشكل خاطئ من قبل الأطباء. قد تنمو كتل البطن إلى حجم هائل قبل أن يلاحظها المريض. يمكن الشعور بالأورام ككتل مستديرة صلبة عند جس البطن.
تشمل الأعراض والعلامات الأولى للمرض ما يلي: تمدد البطن والإحساس بكتلة في البطن وآلام في البطن أو الظهر وانسداد في الجهاز الهضمي ونقص الشهية والحبن وفقر الدم والهزال.
تشمل الأعراض المسجلة الأخرى: الإحساس بكتل غير معروفة واضطرابات الغدة الدرقية والاضطرابات الهرمونية ومشاكل في تخثر الدم والكليتين والطرق البولية والخصية والثدي والرحم والمهبل وكتل المبيض.

## التشخيص

### التشخيص التفريقي
لا يعرف الكثير من أطباء الأسرة أو أطباء الأورام هذا المرض بسبب ندرته. يمكن الخلط بين ورم الخلايا الصغيرة المستديرة الصلد في المرضى الصغار مع أورام البطن الأخرى، بما في ذلك: الساركوما العضلية المخططة والورم الأرومي العصبي والسرطان المساريقي. في المرضى الأكبر سنًا، قد يتشابه ورم الخلايا الصغيرة المستديرة الصلد وسرطان الغدد اللمفاوية والميزوتليوما البريتوانية والسرطان البريتوني. في الذكور، قد يحدث خلط بين أورام الخلايا الصغيرة المستديرة الصلدة وبين أورام الخلايا المنتشة أو سرطان الخصية. بينما في الإناث، يمكن الخلط بين ورم الخلايا الصغيرة المستديرة الصلد وبين سرطان المبيض. تشترك أورام الخلايا الصغيرة المستديرة الصلدة في خصائصها مع سرطانات الخلايا الزرقاء الصغيرة المستديرة الأخرى بما في ذلك: ساركوما إيوينغ وابيضاض الدم الحاد وأورام الميزوتليوما الصغيرة والأورام الأرومية العصبية وورم الأديم العصبي الظاهر البدائي والساركوما العضلية المخططة وورم ويلمز.

## أسماء بديلة
يُعرَف هذا المرض أيضًا باسم: ورم الخلايا الزرقاء الصغيرة المستديرة الصلدة وورم الخلايا الزرقاء المستديرة الصغيرة داخل البطن وورم الخلايا الصغيرة الصلدة والسرطان الصلد والساركوما الصلدة وورم الخلايا الصغيرة المستديرة الصلد.
لا توجد صلة بين الميزوتليوما البريتوانية، وهو مرض آخر يوصف أحيانًا بأنه الورم الصلد.